# Сігелдулоун
Озеро Сігелдулоун (ісл. вимова: [ˈsɪːɣœltʏˌlouːn]) — резервуар в Ісландії, також відомий як Кроукслоун [ˈKʰrouksˌlouːn]. Водосховище розташоване на півдні країни, недалеко від Ландманналаугара, це одне з 20 найбільших озер країни (14 км²).